# (2671) Abkhazia
(2671) Abkhazia es un asteroide perteneciente al cinturón de asteroides, descubierto el 21 de agosto de 1977 por Nikolái Stepánovich Chernyj desde el Observatorio Astrofísico de Crimea (República de Crimea).

## Designación y nombre
Designado provisionalmente como 1977 QR2. Fue nombrado Abkhazia en homenaje a la República Autónoma Socialista Soviética de Abjasia, fue una República autónoma dentro de la República Socialista Soviética de Georgia.